# 布狄卡
若该词（拼写为此形式以及“Boadicea”“Boudicca”“Boudicea”等形式 ）有其他用法，详见“布狄卡（消歧义）” 。
布狄卡（Boudica 或 Boudicca ，发音为 /ˈbuːdɪkə, boʊˈdɪkə/ ，源自布立吞语 *boudi‘胜利，获胜’ + *-kā‘具有’后缀，即‘胜利女神’之意 ），在拉丁编年史中被称为博阿迪西亚（Boadicea ）或布狄卡（Boudicea ），在威尔士语中称为巴德杜格（Buddug ，发音为 [ˈbɨðɨɡ]  ），是古代不列颠爱西尼部落的王后。公元60年或61年，她领导了一场反抗罗马帝国征服力量但最终失败的起义。她被视为不列颠民族女英雄，也是为正义与独立而斗争的象征。
布狄卡的丈夫普拉苏塔古斯（Prasutagus ）与她育有两个女儿，作为名义上独立的罗马盟友统治国家。他在遗嘱中把王国共同留给女儿们和罗马皇帝。他去世后，遗嘱遭无视，王国被吞并，财产被没收。据罗马历史学家塔西佗（Tacitus ）记载，布狄卡被鞭打，她的女儿们被强奸 。历史学家卡西乌斯·狄奥（Cassius Dio ）写道，先前罗马帝国捐赠给有影响力的不列颠人的财物被没收，罗马金融家兼哲学家塞内卡（Seneca ）也收回了他强迫不情愿的不列颠人接受的贷款 。
公元60年至61年，布狄卡（Boudica）率领爱西尼部落（Iceni）及其他不列颠部落发动起义。他们摧毁了卡姆罗杜努姆（Camulodunum，即现代的科尔切斯特），这里曾是特里诺文特人（Trinovantes）的首府，当时则是为退役罗马士兵设立的殖民地。罗马总督盖乌斯·苏埃托尼乌斯·保利努斯（Gaius Suetonius Paulinus）听闻起义后，从莫纳岛（Mona，即现代的安格尔西岛）匆忙赶往伦蒂尼恩（Londinium，也就是伦敦）。这座已有20年历史的商业定居点是起义军的下一个目标，因无力防守，他选择放弃。布狄卡的军队击败了西班牙第九军团（Legio IX Hispana ）的一支分遣队，还焚毁了卡姆罗杜努姆和维鲁拉米恩（Verulamium ）。据估计，布狄卡的追随者总共杀死了约7万到8万名罗马人和不列颠人。与此同时，苏埃托尼乌斯可能在西米德兰兹郡重新集结部队，尽管兵力悬殊，他仍决定性地击败了不列颠人。不久后，布狄卡自杀或因病离世。公元60年至61年的这场危机，曾让尼禄（Nero ）考虑从不列颠撤回所有帝国军队，但苏埃托尼乌斯战胜布狄卡一事，巩固了罗马对该省的控制。
到了英国文艺复兴时期，人们对这些事件的兴趣重燃，这使得布狄卡在维多利亚时代声名远扬，并成为不列颠的一个文化象征。

## 历史来源

塔西佗

对罗马帝国发起的布狄卡起义，在古典古代三位罗马历史学家的四部作品中被提及：塔西佗（Tacitus ）所著《阿古利可拉传》（Agricola ，约公元98年 ）和《编年史》（Annals ，约公元110年 ）；苏埃托尼乌斯（Suetonius ）在《十二凯撒传》（Lives of the Caesars ，公元121年 ）中对起义的提及；以及卡西乌斯·狄奥（Cassius Dio ）所著帝国史（约公元202年 - 235年 ）中篇幅最长、对起义的详细描述 。
塔西佗（Tacitus）在起义发生数年后才进行记述，但他的岳父格奈乌斯·尤利乌斯·阿古利可拉（Gnaeus Julius Agricola）是这些事件的目击者，因为阿格里科拉在此期间曾在保利努斯（Suetonius Paulinus）麾下于不列颠担任军事保民官 。
卡西乌斯·狄奥（Cassius Dio）在布狄卡去世约140年后，开始撰写罗马及其帝国的历史。他的著作大多散失，关于布狄卡的记载仅存于11世纪拜占庭僧侣约翰·西菲利努斯（John Xiphilinus）所作的节录中。与塔西佗相比，他提供了更丰富、更耸人听闻的细节，但总体而言，这些细节往往是虚构的 。

卡西乌斯·狄奥

诺福克的 爱西尼 土地地图

塔西佗和卡西乌斯·狄奥都记述了布狄卡发表的战斗演说，不过人们认为，她在世时其言辞从未被记录下来 。这些演说虽为史学家所杜撰,但其足以向读者提供关于布狄卡的诉求与战术的信息, 进而将罗马人塑造成道义上占优的一方而将布狄卡描绘为传说中的反派,以营造爱国主义氛围。

## 背景
布狄卡是爱西尼部落（lceni）国王普拉苏塔古斯（Prasutagus）的王后。爱西尼部落居住在如今的英格兰诺福克郡（Norfolk），以及邻近的剑桥郡（Cambridgeshire）萨福克郡（Suffolk）和林肯郡（Linconlnshire）的部分地区。爱西尼人铸造了一些已知最早的不列颠硬币。公元47年，罗马总督普布利乌斯·斯卡普拉（Publius Ostorius Scapula)计划解除罗马控制下不列颠所有民族的武装，当时爱西尼人曾发动起义反抗罗马人。起义被镇压后，罗马人允许该国王保留其独立性。

## 导致起义的事件
公元60年至61年普拉苏塔古斯（Prasutagus）去世时，他指定自己的两个女儿和罗马皇帝尼禄（Nero）为继承人 。罗马人无视这份遗嘱，将王国并入不列颠尼亚省。负责不列颠事务的财务官卡图斯·德奇阿努斯（Catus Decianus）被派去为罗马夺取爱西尼王国 。
罗马人接下来的行动由塔西佗（Tacitus）记述，其中包括对乡村的大肆掠夺、洗劫王室宅邸，以及对布狄卡（Boudica）和她女儿们的残暴对待 。据塔西佗记载，布狄卡被鞭打，她的女儿们遭强奸 。卡西乌斯·狄奥的记述中未提及这些暴行，而是列举了起义的三个不同起因：塞内卡（Seneca）收回借给不列颠人的贷款；德奇阿努斯·卡图斯（Decianus Catus）没收先前皇帝克劳狄乌斯（Claudius）借给不列颠人的钱财；以及布狄卡本人的恳求 。爱西尼人认为，这些贷款已通过礼品交换的方式偿还 。
卡西乌斯·狄奥让布狄卡向她的子民和盟友发表演说，提醒他们在罗马占领前生活要好得多，强调在奴隶制下无法享受财富，并将未能像尤利乌斯·凯撒（Julius Caesar）入侵时那样驱逐罗马人归咎于自己 。在迪奥看来，那些被视为蛮族的人愿意放弃在罗马统治下更高质量的生活，以换取自由和人身自由，这是起义动机的重要组成部分 。

## 起义

### 对 卡姆洛杜努姆（Camulodunum）、伦丁尼姆（Londinium） 和 维鲁拉米乌姆（Verulamium ）的进攻

布迪肯起义地图

起义者的第一个目标是卡姆罗杜努姆（即现代的科尔切斯特），这里是罗马为退役士兵设立的殖民地  。 当地耗费巨资为克劳狄乌斯皇帝修建了一座罗马神庙。再加上退伍老兵对不列颠人的残暴对待，这引发了人们对罗马人的怨恨 。
爱西尼人和特里诺凡特人组成了一支12万人的军队 。卡西乌斯·狄奥称，布狄卡祈求不列颠胜利女神安德拉斯特（Andraste）庇佑她的军队 。起义爆发后，唯一能提供援助的罗马军队是伦敦城内为数不多的辅助军，但他们装备不足，无法与布狄卡的军队抗衡。卡姆罗杜努姆被起义者攻陷 ，在最初攻击中幸存的居民躲进克劳狄乌斯神庙，两天后惨遭杀害 。昆图斯·佩蒂利乌斯·塞里亚利斯（Quintus Petillius Cerialis）当时指挥着西班牙第九军团（Legio IX Hispana ），试图援救卡姆罗杜努姆，却遭遇惨败。他的步兵全部阵亡，仅有部分骑兵逃脱。这场灾难发生后，引发起义的罪魁祸首卡图斯·德奇阿努斯（Catus Decianus）逃往高卢。
苏埃托尼乌斯（Suetonius）当时正在北威尔士海岸外的莫纳岛（Mona ）发动战役。听闻爱西尼人起义的消息后，他在莫纳岛留下一支驻军，随后返回应对布狄卡 。他率部队迅速穿越敌境，赶在布狄卡的军队抵达前到达伦迪尼姆 ，但因兵力悬殊，他决定放弃这座城镇。起义者占领城镇后，对留下的所有人施以酷刑并杀害，之后将城镇焚毁。起义者还洗劫了位于伦敦西北方的维鲁拉米恩（即现代的圣奥尔本斯 ），不过其遭破坏的程度尚不明确 。
卡西乌斯·狄奥和塔西佗都记载，据说约有8万人被起义者杀害 。据塔西佗所述，不列颠人无意将罗马人俘虏，一心只想通过绞刑、火刑或十字架刑将其屠杀 。卡西乌斯·狄奥补充道，最尊贵的妇女被钉在尖桩上，乳房被割下缝到她们嘴里，“在圣地，尤其是安德拉斯特的圣林里，伴随着祭祀、宴会和放荡行为” 。

#### 失败和死亡
苏埃托尼乌斯重新集结部队。他在一个不明地点集结了一支近万人的军队，然后在一处后方有树林的隘口（狭窄通道 ）据守。罗马人利用地形优势，先向不列颠人投掷标枪，随后以楔形阵型推进，并部署骑兵 。
罗马军队在人数上处于绝对劣势——据卡西乌斯·狄奥记载，起义者有23万人——但布狄卡的军队被击溃。据塔西佗所述，无论妇女还是牲畜，都未能幸免。塔西佗称布狄卡服毒自尽；卡西乌斯·狄奥则说她患病身亡，之后被厚葬。有人认为这些说法并非相互矛盾 。

## 名字
“布狄卡（Boudica）”可能是一个尊称 ，这样的话，她一生中大部分时间所用的本名就不得而知了 。英国语言学家兼翻译家肯尼斯·杰克逊（Kenneth Jackson）推断，“布狄卡（Boudica）”这一名字——基于威尔士语（Buddug）和爱尔兰语（Buaidheach）后来的演变——源自原始凯尔特语阴性形容词 *boudikā（“胜利的” ），而该形容词又源于凯尔特语单词 *boudā（“胜利” ），且在古不列颠语（古布立吞语 ）中，该名字的正确拼写是 Boudica，发音为 [boʊˈdiːkaː]。历史上正确拼写 “Boudica” 的变体有 Boudicca、Bonduca、Boadicea 和 Buduica 。在铭文里，其高卢语形式被证实为 Boudiga，如在波尔多（Bordeaux）、卢西塔尼亚（Lusitania）的 Boudica 以及阿尔及利亚（Algeria）的 Bodicca 。
卡西乌斯·狄奥曾错误拼写布狄卡的名字，写成 Buduica 。塔西佗（Tacitus）也拼写错误，多加了一个 “c” 。中世纪的一名抄写员抄录了这个错误拼写后，更多变体开始出现。第二个 “c” 变成 “e” ，“u” 的位置出现 “a” ，由此产生了该名字的中世纪（也是最常见的 ）版本 “Boadicea” 。17世纪左右 “Boadicea” 首次出现时，其正确拼写完全被掩盖了 。威廉·古柏（William Cowper）在他1782年的诗歌《布狄卡，一首颂歌》（Boadicea, an Ode ）中使用了这个拼写，该诗歌重新演绎了布狄卡的故事，以契合不列颠不断上升的领土与政治野心 。

## 早期文学作品
（不包括塔西佗和卡西乌斯·狄奥的记载 ）最早可能提及布狄卡的文献之一，是6世纪英国僧侣吉尔达斯（Gildas）所著的《不列颠的毁灭与征服》（De Excidio et Conquestu Britanniae ）。在书中，他展现了自己对一位女性领袖的了解，将其描述为 “阴险的母狮”，这位母狮 “屠杀了那些被留下来为罗马统治的努力赋予更充分声音和力量的总督” 。
比德（Bede）所著的《英吉利教会史 》（731年），以及9世纪威尔士僧侣内尼厄斯（Nennius）所写的《不列颠史》（Historia Brittonum ），都提及了公元60年至61年的这场起义，但均未提到布狄卡 。
目前不存在对布狄卡的同时代描述。卡西乌斯·狄奥在布狄卡去世一个多世纪后的作品中详细描述了这位爱西尼女王。（1925年译文 ）：“她身材极高，容貌异常可怖，眼神极为凶狠，嗓音粗哑；一大团色泽最浅的黄褐色头发垂至臀部；脖子上戴着一条硕大的金项链；她身着一件色彩斑斓的束腰外衣，外面套着一件厚披风，用胸针别住。这就是她一贯的装束 。”

## 复兴和现代传奇

### 16世纪和17世纪文学作品

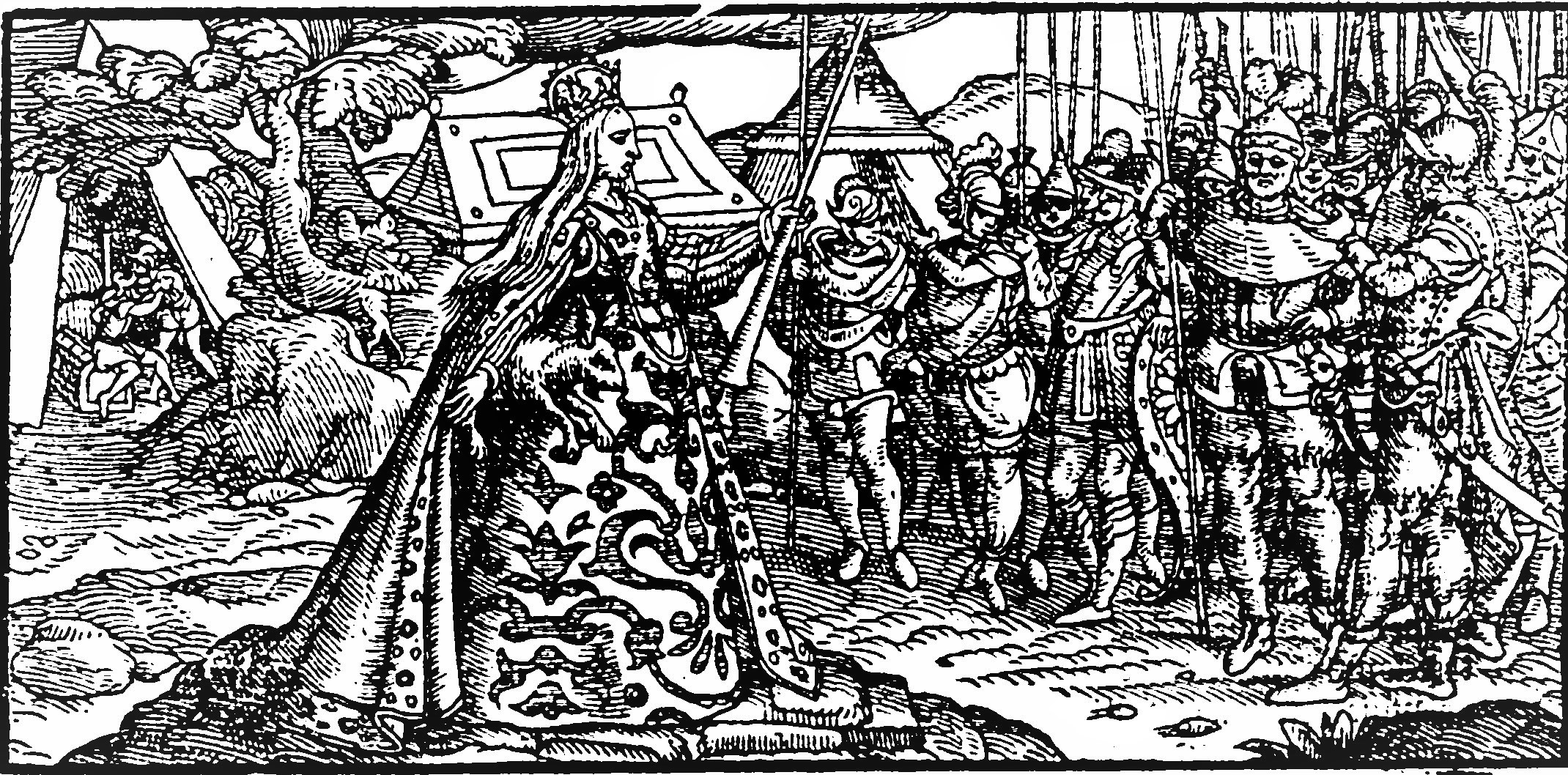
布狄卡在霍林谢德的编年史 （1577） 中被描绘成都铎王朝的女王

文艺复兴时期，塔西佗（Tacitus）和卡西乌斯·狄奥（Cassius Dio）的作品在英格兰流传开来，此后，随着历史学家、诗人和戏剧家对其进行解读，布狄卡（Boudica）的地位发生了变化 。在意大利学者波利多尔·维吉尔（Polydore Vergil）所著的历史著作《英格兰史》（Anglica Historia ）中，布狄卡被称为“沃阿迪西亚（Voadicia）” ；在苏格兰历史学家赫克托·博伊斯（Hector Boece）1526年出版的《苏格兰历史与编年史》（The History and Chronicles of Scotland ）里，她是“沃阿达（Voada）”——这是布狄卡在英国出版物中的首次出现 。
在英国历史学家拉斐尔·霍林谢德（Raphael Holinshed）于1577年至1587年间出版的《编年史》（Chronicles ）中，布狄卡被称作“沃阿迪西亚（Voadicia）” 。佛罗伦萨学者彼得鲁乔·乌尔巴利尼（Petruccio Ubaldini）在《英格兰和苏格兰王国贵妇传》（1591年出版，The Lives of the Noble Ladies of the Kingdom of England and Scotland ）中的一篇叙述里，提到了两个女性角色“沃阿迪西亚（Voadicia）”和“邦杜卡（Bunduica）”，均以布狄卡为原型 。从16世纪70年代到90年代，伊丽莎白一世（Elizabeth I ）统治下的英格兰与西班牙交战期间，布狄卡被证明对英格兰人而言是宝贵的精神象征 。
英国诗人埃德蒙·斯宾塞（Edmund Spenser）在他的诗歌《时间的废墟》（The Ruines of Time ）中运用了布狄卡的故事，诗中他塑造了一位名为“邦杜卡（Bunduca）”的不列颠女英雄 。在詹姆士一世时期的戏剧《邦杜卡》（Bonduca ，1612年上演 ）中，使用了这个名字的变体，大多数学者认为该剧由约翰·弗莱彻（John Fletcher）创作，剧中有一个角色就是布狄卡 。该剧的一个版本名为《邦杜卡，或不列颠女英雄》（Bonduca, or the British Heroine ），1695年，英国作曲家亨利·珀塞尔（Henry Purcell）为其配乐，其中一段合唱“不列颠人，打击敌人！（Britons, Strike Home!）”在18和19世纪的不列颠成了广受欢迎的爱国歌曲 。

#### 18世纪和19世纪的描绘
18世纪晚期，布狄卡被用于塑造英格兰民族认同观念 。这一时期对布狄卡的插画，比如爱德华·巴纳德（Edward Barnard）所著《全新、完整且真实的英格兰历史》（1790年出版，New, Complete and Authentic History of England ）中的插画，以及托马斯·斯托瑟德（Thomas Stothard）将这位女王描绘成古典女英雄的画作，都缺乏历史准确性 。罗伯特·哈维尔（Robert Havell）为查尔斯·汉密尔顿·史密斯（Charles Hamilton Smith）所著《不列颠群岛最早时期到6世纪原住民的服饰》（1815年出版，The Costume of the Original Inhabitants of the British Islands from the Earliest Periods to the Sixth Century ）绘制的布狄卡插画，是早期尝试以符合历史的方式描绘她的作品之一 。
考珀（Cowper）1782年的诗歌《布狄卡：一首颂歌》（Boadicea: An Ode ）是宣扬不列颠人反抗精神最著名的文学作品，塑造了“无性别的不列颠凯旋与英雄主义形象” 。这首诗促使布狄卡成为文化标志和民族女英雄 。阿尔弗雷德·丁尼生勋爵（Alfred, Lord Tennyson）1859年创作、1864年出版的诗歌《布狄卡》（Boadicéa ）借鉴了考珀的诗作。这首诗将爱西尼女王（指布狄卡 ）描绘成暴力且嗜血的战士，还预示了大英帝国的崛起 。丁尼生对布狄卡的刻画借鉴了斯托瑟德1812年创作的版画 。另一部作品，弗朗西斯·巴克（Francis Barker）1859年的诗歌《布狄卡》（“Boadicea” ），包含强烈的爱国和基督教主题 。
一系列维多利亚时代的儿童书籍提到了布狄卡 ；G. A. 亨蒂（G. A. Henty）所著小说《不列颠人贝里克》（1893年出版，Beric the Briton ）配有威廉·帕金森（William Parkinson）绘制的插画，其文本依据塔西佗和迪奥的记载创作而成 。

《英格兰历史 》（1791 年），插图：弗朗西斯·韦斯特

威廉·夏普 （William Sharp） 根据托马斯·斯多哈德 （Thomas Stothard） （1812） 创作的版画

卡罗琳女王的漫画 （1820）

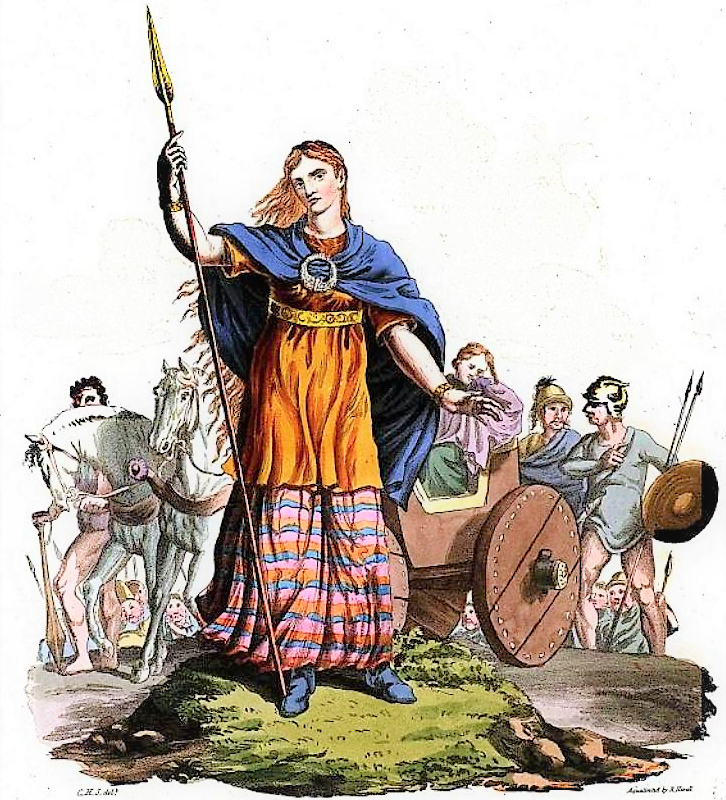
罗伯特·哈维尔，《不列颠群岛原住民的服装 》（1821 年）

约翰·卡塞尔的 《英格兰图解历史 》（1857 年）

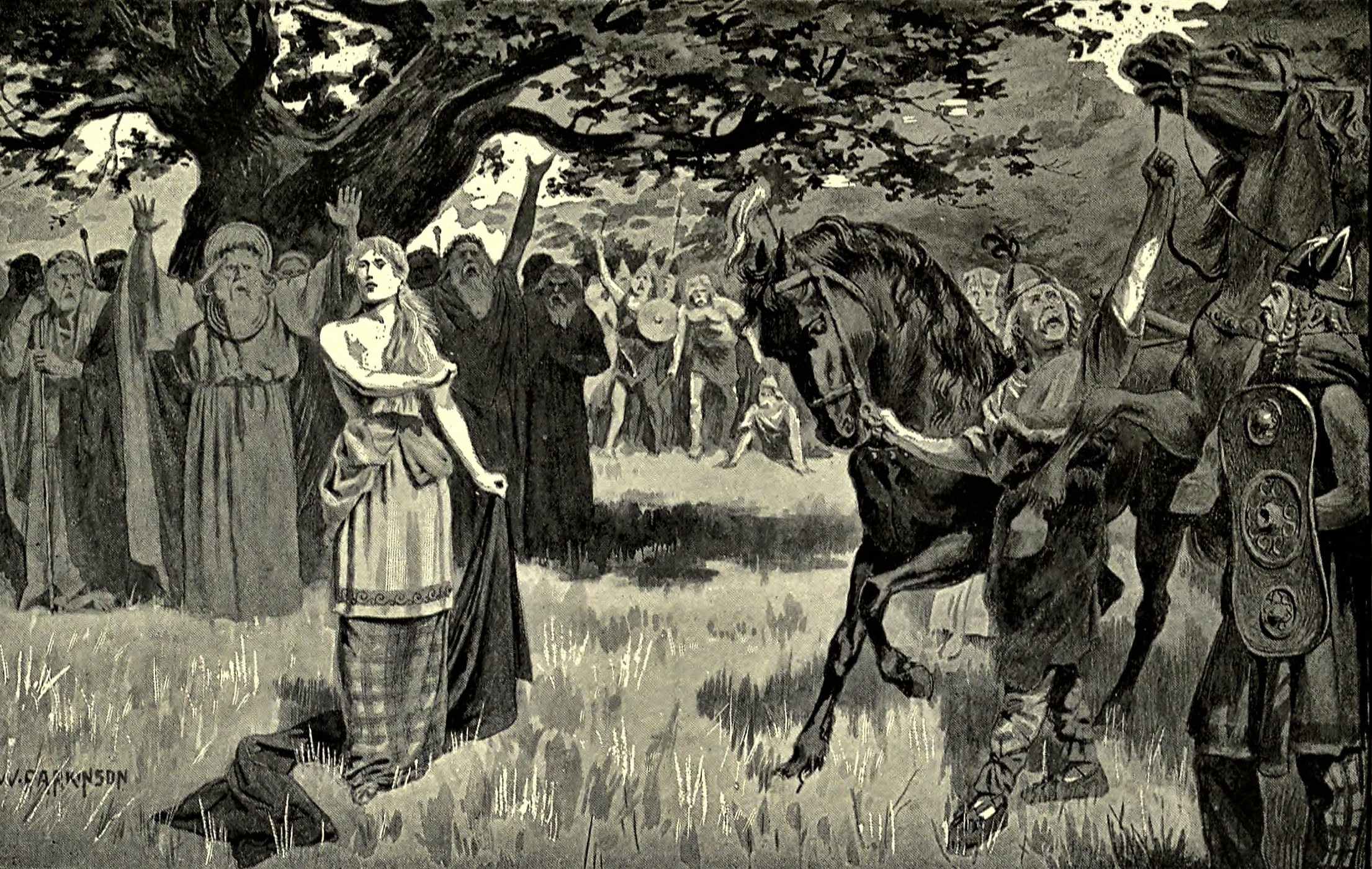
G.A. Henty， Beric， the Briton （1893）

《布狄卡与她的女儿们》（Boadicea and Her Daughters ）是一座展现女王乘坐战车形象的雕像，车轮轴上装有时代错置的镰刀，由雕塑家托马斯·桑尼克罗夫特（Thomas Thornycroft）创作 。他的创作受阿尔伯特亲王的鼓励，后者还把自己的马借给他以供参考。这座雕像是桑尼克罗夫特最宏大的作品，创作于1856年至1871年之间，1896年铸造完成，1902年被安置在维多利亚堤岸（Victoria Embankment ）上，毗邻威斯敏斯特桥（Westminster Bridge ） 。

##### 20世纪至今
布狄卡曾被认为埋葬在如今伦敦国王十字车站9号和10号站台之间的地方。但并无证据支持这一说法，它很可能是二战后的虚构内容 。在科尔切斯特市政厅 （Colchester Town Hall ），有一座由L·J·沃茨（L J Watts ）于1902年雕刻的等身大布狄卡雕像，立在南立面；市政厅议事厅里还有克莱顿与贝尔（Clayton and Bell ）创作的彩色玻璃窗，也描绘了她 。
布狄卡被妇女参政论者为女性参政权运动的象征之一。1908年，一面“布狄卡旗帜（Boadicea Banner）”出现在多个妇女选举权协会全国联盟（National Union of Women's Suffrage Societies ）的游行中。西塞莉·汉密尔顿（Cicely Hamilton ）创作的《伟大女性盛会》（A Pageant of Great Women ）里有她这个角色，该剧1909年11月在伦敦 斯卡拉剧院（Scala ）首演，之后进行全国巡演。1909年的一份宣传册中，她被描述为“永恒的女性…… 家庭的守护者，是向亵渎者和掠夺者讨还家庭所受冤屈的复仇者” 。
有“少数直言者”宣称布狄卡是凯尔特威尔士女英雄 。加的夫市政厅（Cardiff City Hall ）大理石厅里的布狄卡雕像，是1916年由大卫·劳合·乔治（David Lloyd George ）揭幕的雕像之一，尽管这一选择在公众投票中没得到多少支持 。雕像呈现的是她与女儿们在一起，且未佩戴戌装的形象 。
伦敦博物馆（Museum of London ）、科尔切斯特城堡博物馆（Colchester Castle Museum ）和圣奥尔本斯的维鲁拉米恩博物馆（Verulamium Museum in St Albans ）有关于布狄卡起义的常设展览 。一条名为“布狄卡之路（Boudica's Way ）”的36英里（58公里 ）长途步道，穿过诺福克郡诺维奇（Norwich ）和迪斯（Diss ）之间的乡村 。

### 影视领域
- 《布狄卡》（Boadicea ，1927年 ）：由辛克莱·希尔（Sinclair Hill ）执导的英国无声历史电影，菲利丝·尼尔森 - 特里（Phyllis Neilson - Terry ）主演 。
- 《 战士女王 》（《 warrior Queen 》，1978年 ）：由马丁·梅利特（Martin Mellett ）创作的英国电视剧，沙恩·菲利普斯（Siân Phillips）主演 。
- 《布狄卡》（Boudica ，2003年 ）：由比尔·安德森（Bill Anderson ）执导的英国传记历史电视电影，阿莉克丝·金斯顿（Alex Kingston ）主演 。
- 《布狄卡》（Boudica ，2023年 ）：由杰西·V·强森（Jesse V. Johnson）执导的英国动作 剧情电影，奥莉加·库里连科（Olga Kurylenko）主演 。

#### 音乐领域
《Boadicea》（1987年 ）：恩雅（Enya）演唱的歌曲，出自她的同名专辑《Enya》，由英国BBC唱片公司（BBC Records (UK) ）和美国大西洋唱片公司（Atlantic Records (USA) ）发行 。

## 另请参考
- 格温利安·费尔奇·格鲁菲德
- 民间传说中的女战士名单
- 古代战争中的女性